# Oberbierbach
Oberbierbach ist ein Ortsteil der Gemeinde Fraunberg, Landkreis Erding, Oberbayern.

## Lage
Der Weiler liegt rund fünf Kilometer südöstlich von Fraunberg. 

## Baudenkmäler

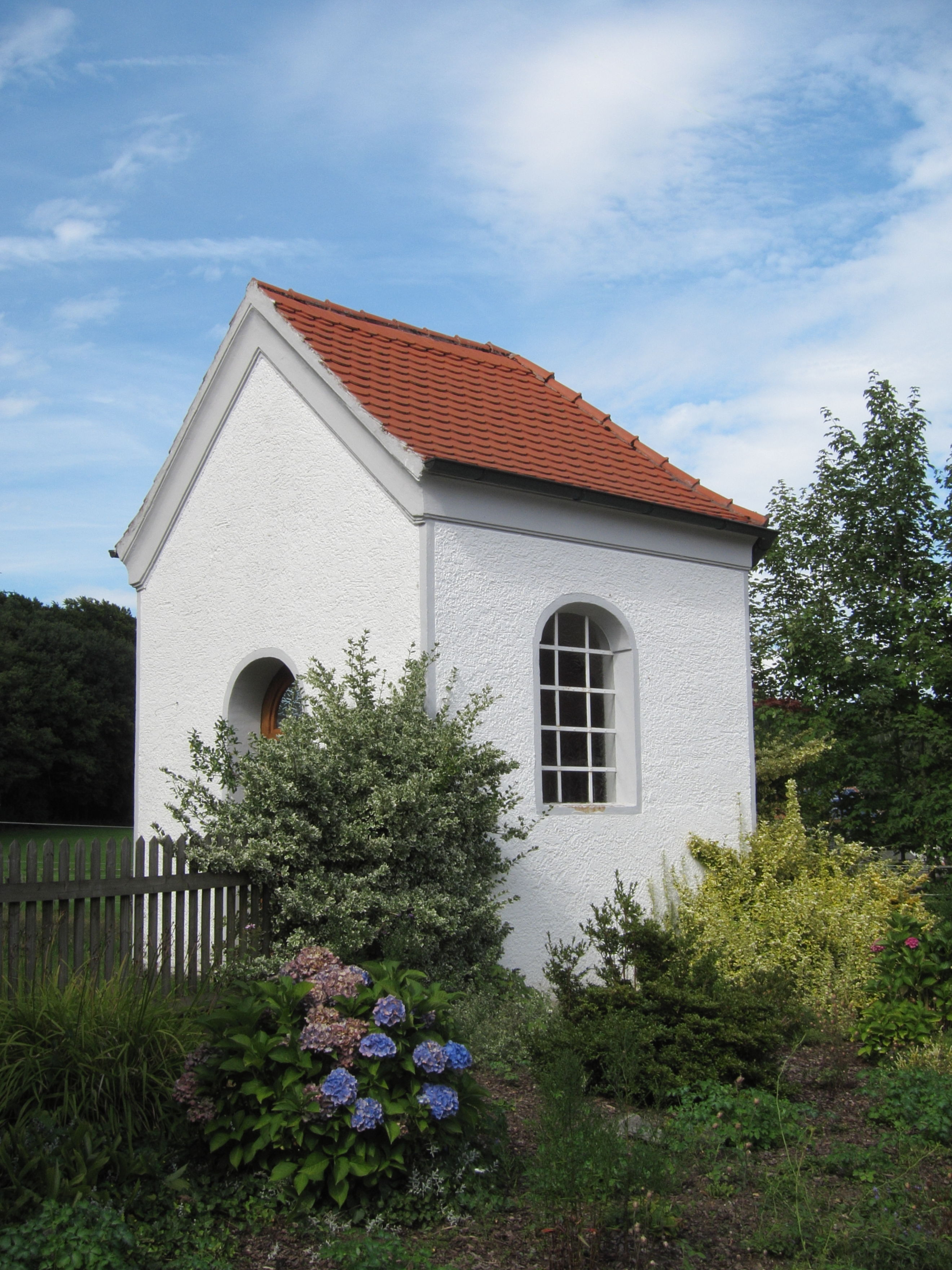
Feldkapelle (2012)

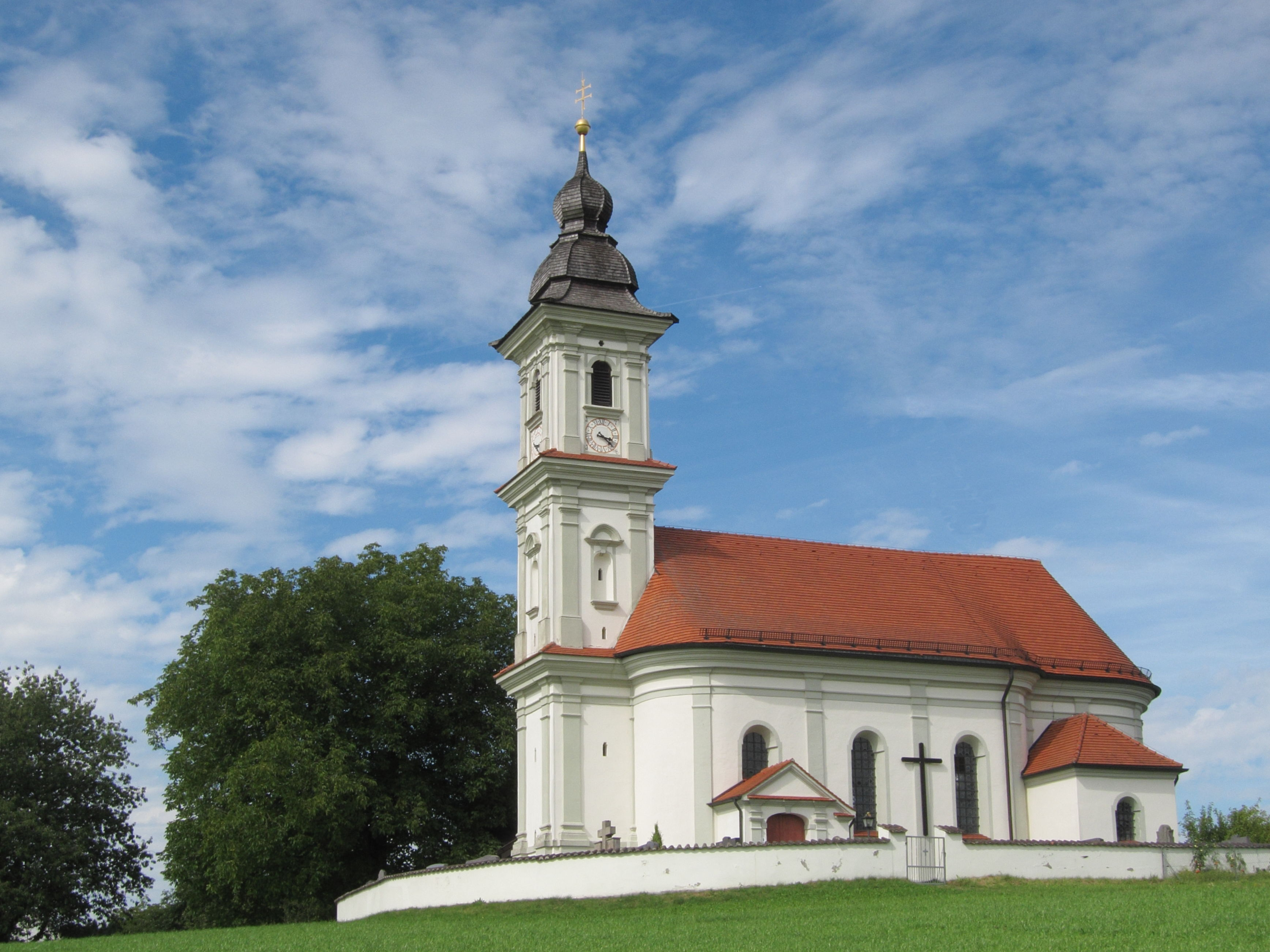
St. Martin (1718)

Im Ort befindet sich die Kirche St. Martin, eine barocke Saalkirche von Anton Kogler  (1718).